# Typhlotanais williamsae
Typhlotanais williamsae är en kräftdjursart som beskrevs av Masahiro Dojiri och Jürgen Sieg 1997. Typhlotanais williamsae ingår i släktet Typhlotanais och familjen Nototanaidae. Inga underarter finns listade i Catalogue of Life.